# موت قاس (سلسلة أفلام)
موت قاسٍ ( بالانجليزية ؛ Die Hard )هي سلسلة أفلام أمريكية نشأت من رواية رودريك ثورب لعام 1979 بعنوان لا شيء يدوم إلى الأبد. تدور احداث جميع الاجزاء الخمسة حول الشخصية الرئيسية لجون ماكلين، محقق الشرطة الذي يجد نفسه باستمرار في وسط أزمة حيث هو الأمل الوحيد في ايقاف الكارثة. حققت الأفلام ايرادات 1.4 مليار دولار في جميع أنحاء العالم.

## افلام
| فيلم                | تاريخ الإصدار في الولايات المتحدة | مُدير          | كاتِب سينارِيو                     | قصة                              | منتج                                     |
| ------------------- | --------------------------------- | ------------- | -------------------------------- | -------------------------------- | ---------------------------------------- |
| موت قاسي            | 15 يوليو 1988                     | جون مكتيرنان  | جيب ستيوارت وستيفن إي دي سوزا    | جيب ستيوارت وستيفن إي دي سوزا    | لورانس جوردون وجويل سيلفر                |
| موت قاسي 2          | 4 يوليو 1990                      | ريني هارلين   | ستيفن إي دي سوزا ودوغ ريتشاردسون | ستيفن إي دي سوزا ودوغ ريتشاردسون | تشارلز جوردون ولورانس جوردون وجويل سيلفر |
| موت قاسي مع انتقام  | 19 مايو 1995                      | جون ماكتيرنان | جاناتان هنزلی                    | جاناتان هنزلی                    | جون ماكتيرنان ومايكل تادروس              |
| عش حرا أو اموت بشدة | 27 يونيو 2007                     | لين وايزمان   | مارك بومباك ‏                     | مارك بومباك وديفيد ماركوني       | مايكل فوتريل                             |
| يوم مناسب لموت قاسي | 14 فبراير 2013                    |               | جون مور                          |                                  |                                          |

### الموت القاسي
تدور احداث الفيلم الأول في لوس أنجلوس في ساحة ناكاتومي الخيالية (تصويرفوكس بلازا). إنه يبدأ في عشاء عيد الميلاد عندما كان ماكلين (بروس ويليس) يأتي لي يلم شمله مع زوجته المنفصلة هولي (بوني بيديليا) في لوس أنجلوس في حفلة عيد ميلاد شركتها. تعيش هولي، التي لديها الآن حياتها المهنية الخاصة، مع طفليهما وتستخدم اسمها قبل الزواج في ناكاتومي بلازا،ألمانية الغربية اقتحم الإرهابيون وأخذوا المحتفلين كرهائن. يهرب ماكلين من الكشف ويختبئ في جميع أنحاء المبنى يقتل العصابة ويتعلم خطتهم الحقيقية لسرقة 640 مليون دولار و سندات لحاملها من قبو المبنى في النهاية يطلق ماكلين النار على الزعيم الإرهابي،هانز غروبر (آلان ريكمان)، من النافذة ليسقط ثلاثين طابقا . إصداره في 15 يوليو 1988، لمراجعات إيجابية وحقق 140.8 مليون دولار في جميع أنحاء العالم
تدور أحداث الفيلم الثاني بعد عامين من الأول، مرة أخرى عشاء عيد الميلاد لعام 1990. في واشنطن العاصمة، ماكلين ينتظر زوجته في مطار واشنطن دالاس الدولي. المرتزقة بقيادة الولايات المتحدة السابقة. عقيد القوات الخاصة في الجيش ستيوارت (ويليام سادلر) يتولى أنظمة اتصالات المطار، ويصطدم بالطائرات في الهواء، بما في ذلك في طائرة مع زوجة ماكلين يريد العقيد ستيوارت إطلاق سراح ديكتاتور أمريكا اللاتينية الذي تم أسره (فرانكو نيرو) في طريقه إلى المطار يكتشف ماكلين الخطة، بما في ذلك مؤامرة بين ستيوارت ووحدة مكافحة الإرهاب التابعة للجيش التي تم إرسالها لإيقافه. يحبط خططهم ويوفر إشارة هبوط مرئية للطائرة التي تدور عن طريق تفجير طائرة هرب الأشرار. إصداروه في 4 يوليو 1990، لمراجعات إيجابية وحقق 240 مليون دولار في جميع أنحاء العالم.
في الفيلم الثالث، عاد ماكلين إلى مدينة نيويورك، منفصلا عن زوجته، وموقوفا عن قوة الشرطة، ومدمن على الكحول على الحدود. إرهابي يعرف فقط باسم "سيمون" (جيريمي آيرونز) يهدد بتفجير مواقع مختلفة في المدينة ما لم يلعب ماكلين نسخته الملتوية منيقول سيمون، الألغاز والتحديات. زيوس كارفر (صامويل إل. جاكسون)، صاحب متجر منهارلم، ينقذ ماكلين بعد التحدي الأول، ويستمر على مضض في المساعدة. يكشف مكتب التحقيقات الفيدرالي أن سيمون هو شقيق هانز غروبر، الذي قتل في الفيلم الأول. يتعلم ماكلين أن الانتقام هو قصة غلاف لسرقةالاحتياطي الفيدرالي في نيويورك. يتتبع ماكلين سيمون إلى الحدود الكندية الأمريكية. يقتل ماكلين سيمون بإطلاق النار على خط كهرباء فوق مروحية سيمون. إصداروه في 19 مايو 1995، لمراجعات مختلطة وحقق 366.1 مليون دولار في جميع أنحاء العالم.
في الجزء الرابع من سلسلة أفلام داي هارد، نرى الشرطي جون ماكلين (بروس ويليس) تقدم به العمر يعيش مع ابنته بعد أن تطلق من زوجته، وقد ترك عمله في شرطة نيويورك ليعمل في أمن الدولة، وفي أحد الأيام طلب منه أن يقبض على أحد قراصنة الكمبيوتر أو ما يعرف بالهاكرز اسمه مات فوستر (جستن لونغ) ليجد نفسه أمام هجوم كان ينوي قتل مات فوستر لكنهم لم يحسبوا حساب شرطي قديم مثل جوني ماكلين. تواجه الولايات المتحدة الأمريكية هجمة إرهابية ولكن من نوع عصري في يوم استقلالها الموافق 4 يوليو، يبدأ الهجوم بتعطيل إشارات المرور، مما يسبب زحمة خانقة، حيث تقرر مجموعة من الإرهابيين مهاجمة شبكة الأنظمة التي تتحكم بالبنى التحتية للولايات المتحدة، لتضع البلاد ومن ثم العالم في حالة شلل تام. فبعد إشارات المرور يقومون بتعطيل شبكة البنوك، فتتعطل معها أجهزة الصرف الآلي، ثم يهاجمون شبكة السوق المالي فيصاب الاقتصاد الأمريكي بالهبوط، وككل يجد ماكلين نفسه في وسط الفوضى، ويبدو أن فوستر يمتلك ما يكفي من الذكاء والخبرة ليفهم بالضبط مالذي يحاول الإرهابيين فعله، فيقرر ماكلين الاستعانة به لتعطيل تحركاتهم والقضاء عليهم.
.
تلك المرة، الشرطي جون ماكلين (بروس ويلز) يجد نفسه في موسكو لمساعده ابنه "جاك"، محاولا تقديم مساعدات كثيرة لإنقاذه، وإذا به يكتشف أن جاك أحد عملاء جهاز المخابرات المركزية الأمريكية، وأنه قد تلقى تدريبات عالية لوقف سرقة الأسلحة النووية، فيتمكن ماكلين وجاك من تكوين ثناني ذي أسلوب معين لتحقيق هدفهما. إصداره في 14 فبراير 2013، لمراجعات سلبية وحقق 304.7 مليون دولار في جميع أنحاء العالم.

### الإنتاج
اقتبس الموت الصعب عام 1979من رواية لا شيء يدوم إلى الأبد رودريك ثورب.بعد ذالك اقتباس الموت الصعب 2 من رواية والتر ويجر عام 1987 مدتة 58 دقيقة.يتكييف الموت الصعب مع الانتقام من نص يسمى سيمون بواسطة جوناثان هينسلي، الذي اعتبر أيضا لفترة وجيزة ليصبح السيناريو لسلاح قاتل الخطاف في سيناريو هينسلي الذي استحوذ على انتباه المخرج كان جون ماكتيرنان فكرة استهداف رجل للانتقام من قبل شخص دمر حياته عن غير قصد. بمجرد أن أصبحت شخصية سيمون شقيق تم تأسيس هانز غروبر والقصة الخلفية، واجتمع المشروع بالكامل. رواها ديبورا شيل.استند عش حرا أو اموت بشدة إلى مقال عام 1997 "وداعا للأسلحة" الذي كتب لمجلة سلكية بواسطةجون كارلين. كما اعتمد على نص امتلكته شركة فوكس للقرن العشرين يسمى "WW3"، والذي تعامل مع هجوم إرهابي إلكتروني هائل ضد الولايات المتحدة والذي تم إنتاجه تقريبا في عام 2001 ولكنه تم التخلي عنه في نهاية المطاف لأن العديد من العناصر في القصة تشبه إلى حد كبيرهجمات 11 سبتمبر. كان يوم جيد للموت بقوة هو الفيلم الوحيد في السلسلة الذي يأتي من سيناريو أصلي، ولا يستند إلى أي أعمال سابقة. تم كتابة السيناريو الأصلي بواسطة سكيب وودز.